# Annelie Nilsson
Annelie Kristina Nilsson (Luleå, 14 juni 1971) is een voormalig voetbalster uit Zweden, die speelde als keepster. Ze vertegenwoordigde haar vaderland bij de Olympische Spelen in Atlanta, waar de Zweedse selectie onder leiding van bondscoach Bengt Simonsson in de voorronde werd uitgeschakeld. Nilsson kwam tot 31 interlands voor de Zweedse nationale ploeg. Ze speelde clubvoetbal voor Sunnanå SK.